# Everett-Morrison Motorcars
Everett-Morrison Motorcars ist ein US-amerikanischer Hersteller von Automobilen.

## Unternehmensgeschichte
Buford Everett gründete 1983 das Unternehmen in Tampa in Texas. Die Produktion von Automobilen und Kit Cars begann. Der Markenname lautet Everett-Morrison. 1998 folgte der Umzug nach Baytown.

## Fahrzeuge
Im Angebot stehen Nachbildungen des AC Cobra. Ein Rohrrahmen bildet die Basis. Darauf wird eine offene zweisitzige Karosserie aus Fiberglas montiert. Für ein Fertigfahrzeug der 1990er Jahre ist die Modellbezeichnung King Cobra und ein V8-Motor von Ford mit 5700 cm³ Hubraum überliefert.